# Arquitectura de Israel

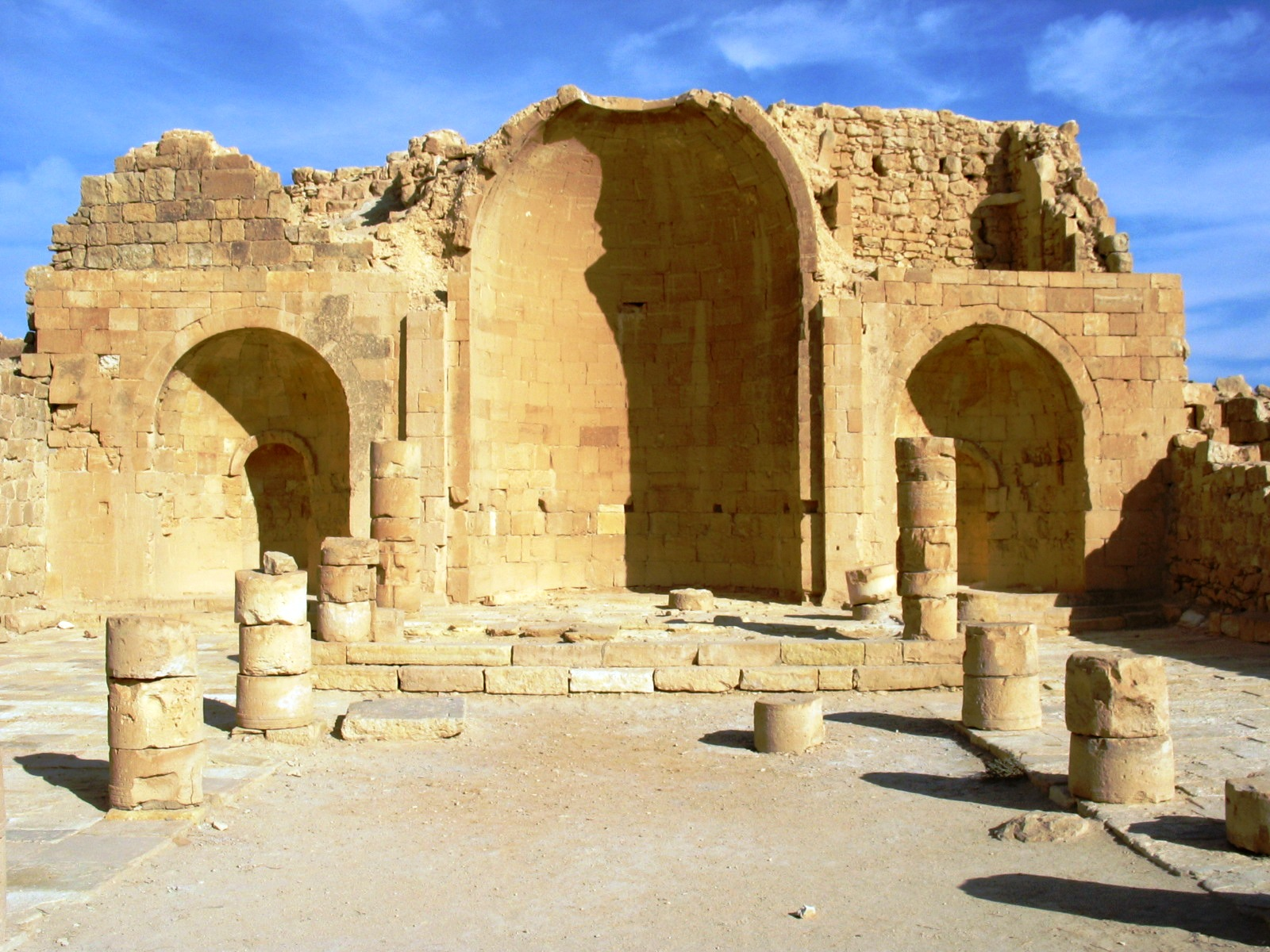
Ruinas de una iglesia bizantina de Shivta, en el desierto del Néguev.

La arquitectura de Israel ha sido influenciada por los diferentes estilos traídos por aquellos que han habitado la región a lo largo del tiempo, a veces modificados para adaptarse al clima y paisaje local. Las iglesias bizantinas, los castillos de los cruzados, las madrasas islámicas, las casas templarias, los arcos y minaretes árabes, las cúpulas bulbosas ortodoxas rusas, los edificios racionalistas, la arquitectura brutalista de hormigón escultórico y los rascacielos acristalados son parte del panorama arquitectónico israelí.

## Historia

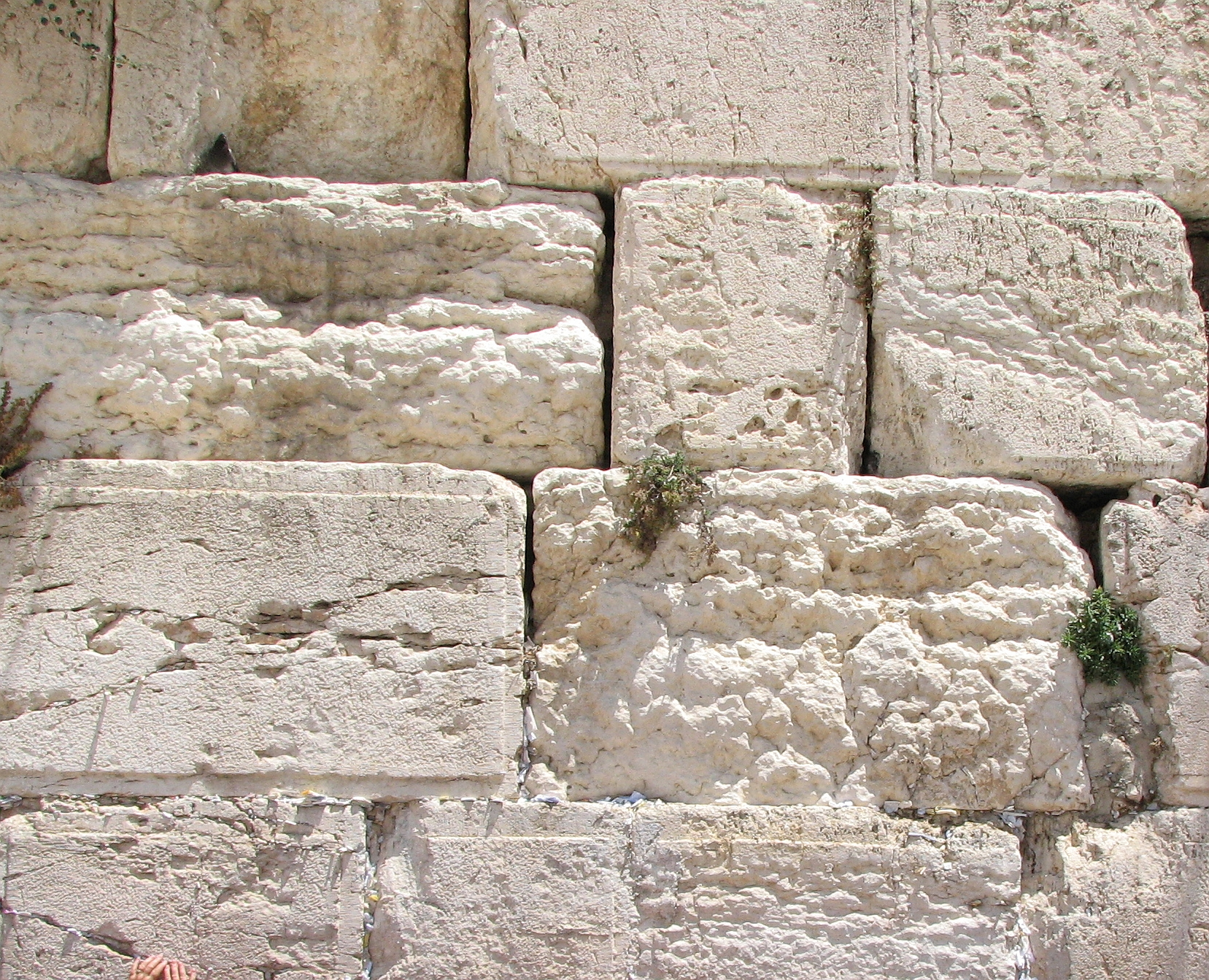
El muro de las Lamentaciones presenta la típica piedra de Jerusalén, que se encuentra en los alrededores de la ciudad.

La arquitectura del antiguo Israel se puede dividir en dos fases según los materiales de construcción: piedra y ladrillos de barro secados al sol. La mayoría de las piedras utilizadas fueron calizas. Después del período helenístico, la piedra caliza dura se empleó para columnas, capiteles, bases y también los muros del recinto herodiano del Monte del Templo. En el norte del país, el basalto se utilizó para la construcción de piedra, zócalos y pivotes de puertas. Las rocas se colocaban en muros y paredes al azar o en hileras. Para estructuras más complejas se utilizaron piedras toscas y sillares, extraídas de canteras. Desde el siglo I a. C. fue común usar piedras de gran tamaño, manipuladas con cincel y martillo.
Los ladrillos de barro secados al sol fueron el material más utilizado hasta los tiempos modernos, particularmente en la llanura costera y los valles. Las estructuras se techaron con vigas de madera cubiertas por cañas y juncos.

### Período otomano

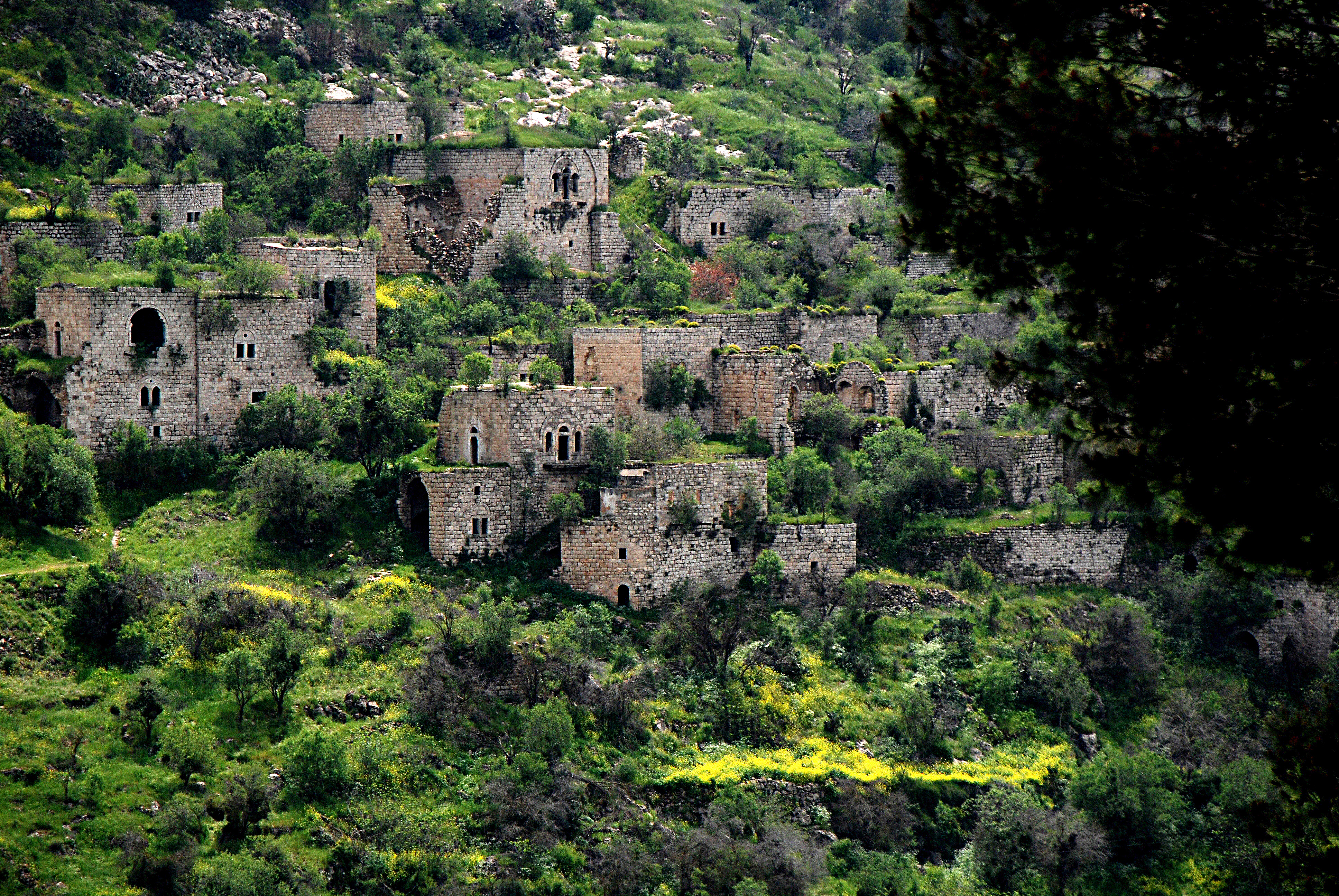
Vista de las casas del poblado abandonado de Lifta.

En Lifta, hasta finales del siglo XIX, la construcción de viviendas tradicionales consistía en una sola habitación sin tabiques, dividida en niveles de acuerdo con las diversas funciones que se realizaban en la casa:
- Rawiyeh: un nivel inferior en la elevación del patio que se considera la parte «sucia» de la casa, que se utiliza para almacenar y albergar al ganado.
- Mastabeh: un nivel residencial más alto empleado para dormir, comer y almacenar enseres.
- Sida (galería): otra sala de estar sobre el mastabeh, utilizada principalmente para dormir.

En la segunda mitad del siglo XIX, se agregó un piso residencial caracterizado por una bóveda de crucería sobre la casa tradicional, creando un espacio entre el piso con el ganado en la habitación inferior y la zona residencial. También se instaló una entrada separada para cada piso.
Las casas fortificadas se construyeron fuera del núcleo del pueblo y presentaban dos pisos: una planta baja elevada con pequeñas ventanas, que se usaban para criar ganado y almacenamiento, y un piso residencial separado con grandes ventanales y balcones. En el patio había una pequeña estructura utilizada para el almacenamiento; en ocasiones, un horno para preparar pan tabún se ubicaría dentro de él. La primera tecnología de construcción moderna se hizo evidente en las masías con la utilización vigas de hierro y techos de hormigón y tejas. Estas estructuras tenían balcones con vista y puertas amplias.

## Arquitectura moderna

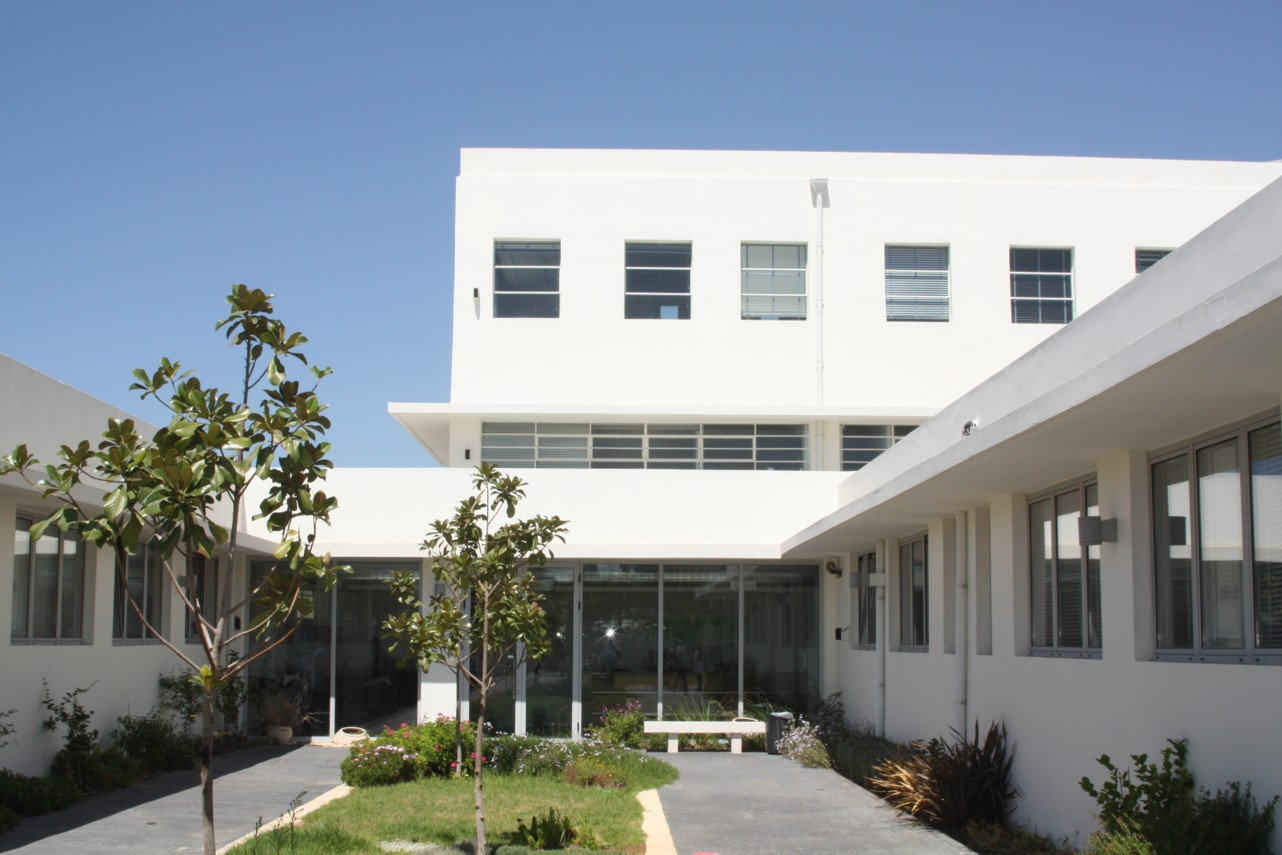
Edificio de la Casa de la Moneda del Gobierno en Jerusalén, diseñado por Austen Harrison (1935), construido en 1937.

La arquitectura de las salas de cine de Tel Aviv puede verse como un reflejo de la historia de la arquitectura israelí contemporánea: el primer cine, el Edén, inaugurado en 1914, fue un ejemplo del estilo ecléctico que estaba en boga en ese momento, combinando tradiciones europeas y árabes. El cine Mugrabi, diseñado en 1930, fue construido siguiendo los principios del art decó. A finales de la década de 1930, los teatros Esther, Chen y Allenby eran típicos ejemplos del estilo Bauhaus. En las décadas de 1950 y 1960, la arquitectura de estilo brutalista fue ejemplificada por el cine Tamar construido dentro del histórico edificio Solel Boneh.
Las viviendas construidas durante el Mandato Británico eran de carácter urbano, con techos planos, puertas rectangulares y baldosas pintadas. Las leyes municipales de Jerusalén requirieron que todos los edificios se revistieran con piedra local de Jerusalén. La ordenanza se remonta a la gobernación de Ronald Storrs y fue parte de un plan maestro para la ciudad elaborado en 1918 por William McLean, entonces ingeniero de la ciudad de Alejandría.
En los primeros años con la condición de Estado, Israel construyó hileras de viviendas de hormigón para acomodar a las masas de nuevos inmigrantes para reemplazar las chozas, tiendas de campaña y cajas de embalaje de los maabará. A partir de 1948, la arquitectura en el país estuvo dominada por la necesidad de albergar masas de nuevos inmigrantes. El estilo brutalista del hormigón se adaptaba al duro clima de la región y la escasez de materiales de construcción naturales.

### Arquitectos notables

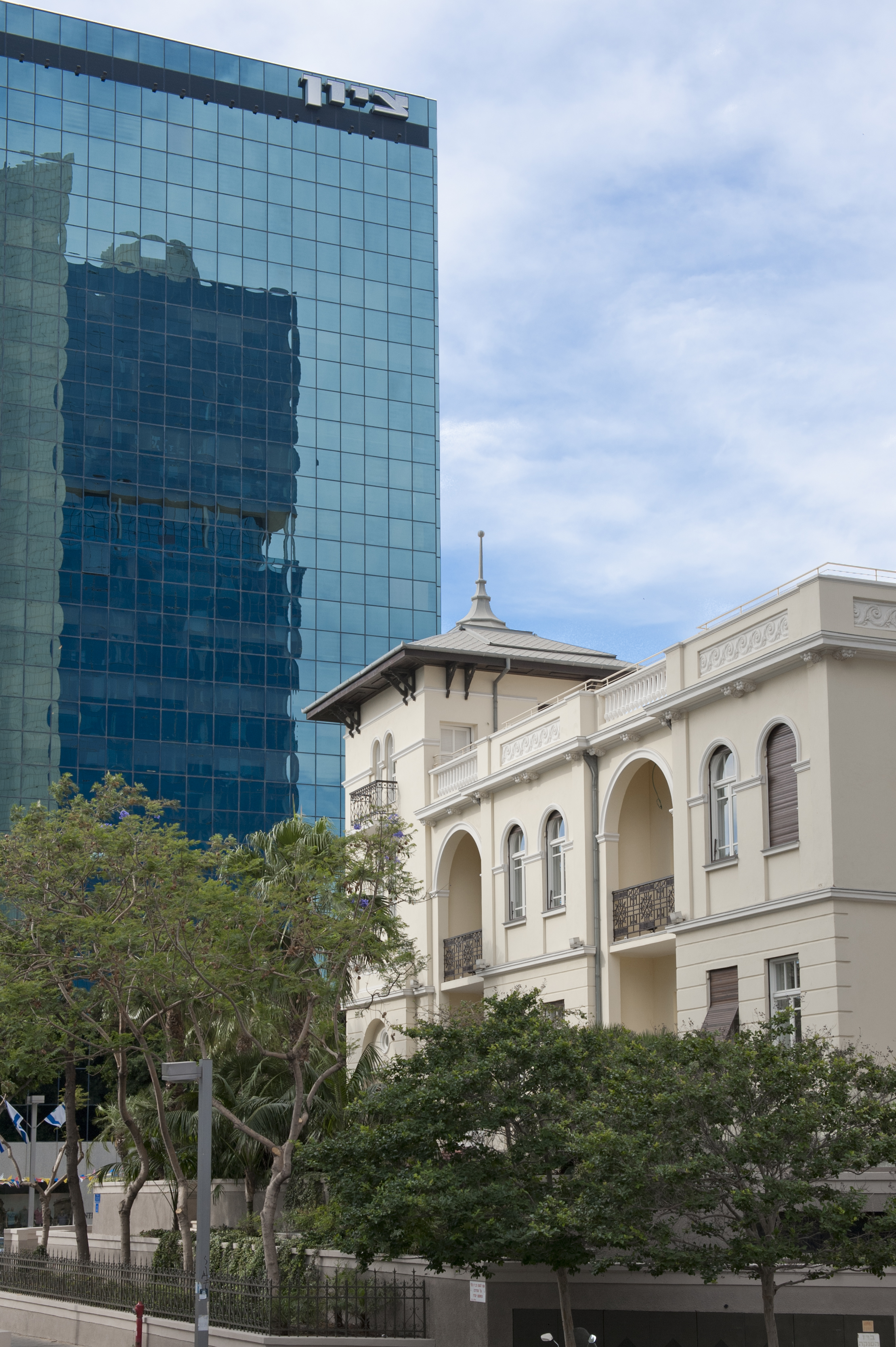
La Casa Levin (1924) de Tel Aviv, flanqueada por una moderna torre de vidrio.

Siguiendo los cambios políticos que estaban teniendo lugar en Europa central en la época de la Primera Guerra Mundial, así como los impulsos de los ideales sionistas sobre el restablecimiento de una patria para los judíos, numerosos arquitectos judíos de toda Europa emigraron a Palestina durante las tres primeras décadas del siglo XX. Si bien se produjo mucha planificación innovadora durante la época de las autoridades del Mandato Británico (1920-1948), en particular en Tel Aviv durante 1925 por Patrick Geddes, sería la arquitectura diseñada en el estilo racionalista de la Bauhaus la que llenaría las parcelas de los planes urbanos; entre los arquitectos que emigraron a Palestina en ese momento cabe mencional a Yehuda Magidovitch, Shmuel Mestechkin o Lucjan Korngold, entre otros.
Dov Karmi, Zeev Rechter y Arieh Sharon fueron algunos de los principales arquitectos de principios de la década de 1950. Rudolf Trostler jugó un papel importante en el diseño de los primeros edificios industriales del país. Dora Gad diseñó los interiores del Knéset, el Museo de Israel, los primeros grandes hoteles del país, la Biblioteca Nacional de Israel, los aviones El Al y los barcos de pasajeros Zim. Amnon Niv diseñó la Torre Moshe Aviv, el edificio más alto de Israel. David Resnick fue un arquitecto israelí nacido en Brasil que ganó el Premio Israel de arquitectura y el Premio Rechter por edificios emblemáticos de Jerusalén como la sinagoga Rabbi Dr. I. Goldstein y la Universidad Brigham Young en el monte Scopus.